# Pseudolabrus miles
Pseudolabrus miles és una espècie de peix de la família dels làbrids i de l'ordre dels perciformes.

## Morfologia
Els mascles poden assolir els 27,2 cm de longitud total.

## Distribució geogràfica
Es troba a Nova Zelanda.